# Бесер Сен Мари
Бесер Сен Мари (фр. Besseyre-Saint-Mary) насеље је и општина у централној Француској у региону Оверња, у департману Горња Лоара која припада префектури Бријуд.
По подацима из 2011. године у општини је живело 130 становника, а густина насељености је износила 6,03 становника/km². Општина се простире на површини од 21,57 km². Налази се на средњој надморској висини од 1030 метара (максималној 1.496 m, а минималној 749 m).

## Демографија
| 1962. | 1968. | 1975. | 1982. | 1990. | 1999. | 2011. |
| ----- | ----- | ----- | ----- | ----- | ----- | ----- |
| 280   | 302   | 244   | 204   | 156   | 131   | 130   |

График промене броја становника у току последњих година